# Royal Aircraft Establishment
Il Royal Aircraft Establishment (RAE) England era un istituto di ricerca britannico fondato su iniziativa del Ministero della difesa britannico (UK Ministry of Defence - MOD).
Il primo stabilimento venne realizzato presso il Farnborough Airfield ("RAE Farnborough"), nello Hampshire, al quale si aggiunse anche il RAE Bedford (Bedfordshire) nel 1946. La Marine Aircraft Experimental Establishment venne incorporata nella RAE circa all'inizio della seconda guerra mondiale, e fu trasferita, per ovviare alla sua vulnerabilità strategica, da Felixstowe, sulla costa dell'East Anglian, a Helensburgh in Scozia.
Nel 1988 cambiò denominazione in Royal Aerospace Establishment, prima di essere fusa con altri istituti di ricerca fino a generare la Defence Research Agency nel 1991.

## Royal Aircraft Factory
L'istituto venne fondato nel 1908 con la denominazione di HM Balloon Factory; nell'ottobre dello stesso anno Samuel Cody costruì l'aereo con il quale venne compiuto, a Farnborough, il primo volo nel Regno Unito.
Nel 1911 venne ridenominato Royal Aircraft Factory (RAF). Tra i progettisti che vi lavorarono ci fu Geoffrey de Havilland, che successivamente fondò l'azienda che portava il suo nome, ed Henry Folland, più tardi capo progettista alla Gloster Aircraft Company, anch'esso fondatore della propria azienda aeronautica, la Folland Aircraft.
| Controllo di autorità | VIAF (EN) 137208352 · LCCN (EN) n80126349 · J9U (EN, HE) 987007385960705171 |